# Marco Ureña
Marco Ureña, född 5 mars 1990, är en costaricansk fotbollsspelare som spelar för Cartaginés. Han har under sin karriär representerat Costa Ricas landslag.

## Karriär
Den 22 december 2020 värvades Ureña av australiska Central Coast Mariners. I juli 2022 återvände Ureña till Costa Rica och skrev på för Cartaginés.